# Γ-アミノ酪酸
γ-アミノ酪酸（ガンマ-アミノらくさん、英語: gamma-Aminobutyric acid）または4-アミノ酪酸（IUPAC名 4-aminobutanoic acid）は、アミノ酸のひとつで、主に抑制性の神経伝達物質として機能している物質である。
アミノ酪酸にはアミノ基のつく位置によりα-、β-、γ-の3種類の構造異性体が存在するが、γ-アミノ酪酸は、そのうちのひとつである。英語名の γ(gamma)-aminobutyric acid の頭文字をとった略称 GABA（ギャバ）が一般的に広く用いられている。

## 機能
脊椎動物の中枢神経系では、主に海馬、小脳、脊髄などに存在し、また節足動物・甲殻類でも神経伝達物質として用いられている（下の項目を参照のこと）。シナプスでは、シナプス前膜から放出され、後膜の膜上にあるGABAに対するGABA受容体タンパク質と結合して作用を発揮する。GABAは、脳内でグルタミン酸のα位のカルボキシル基がグルタミン酸脱炭酸酵素との反応により除かれることによって生成される。
γ-アミノ酪酸と結合するGABA受容体としては3つのサブタイプが知られており、それぞれGABAA受容体、GABAB受容体、GABAC受容体と呼ばれている。

### 神経伝達物質として
グルタミン酸が基本的に興奮性の神経伝達物質であるのに対し、GABAは基本的に抑制性の神経伝達物質である。GABA作動性のニューロンとしては大脳基底核の線条体からの投射ニューロン（中型有棘細胞）や、小脳のプルキンエ細胞などがある。

## 薬理学
GABA受容体のアゴニストないし、GABAの量を増加させる薬は、主として鎮静、抗痙攣、抗不安作用を有している。この種の薬はしばしば健忘を引き起こす。
GABAは血液脳関門を通過しない物質であることがわかっており、体外からGABAを摂取しても、それが神経伝達物質としてそのまま用いられることはない。血圧を低下させる作用からか抑制系の反応が現れることもある。また線虫では興奮性の神経伝達物質として機能することも明らかとなった。
血液脳関門を通り抜けられないはずのGABAに「効果がある」とする研究はいくつか存在している。しかしながら、GABAの有用性を報告している研究の多くは利益相反がある研究者によって実施されており、結果にバイアスがかかっている可能性が高い。実際、2020年にGABAの睡眠への効果について複数の論文を網羅的に検討した研究では、収集された全ての論文（11件）で著者に利益相反があることが報告されており、ストレス低減効果については限定的な証拠があるものの、睡眠の改善効果に関しては根拠が非常に乏しいと結論されている。
ラットにおいては、GABAはノルメラトニン（メラトニンの前駆体）への異化作用を増強した。このようにメラトニンの合成に関与しているため、GABAには睡眠や生殖機能の調節効果があるかもしれないと推測されている。

## GABA作動薬
GABA受容体に影響を及ぼす薬としては以下のものが挙げられる。
- GABA-A 受容体リガンド
  - アゴニスト： アルコール(エタノール）、バルビツール酸系、  ベンゾジアゼピン、カヴァ
  - アンタゴニスト：フルマゼニル、フィプロニル
- GABA-B 受容体リガンド
  - アゴニスト： プロポフォール、GHB
- GABA再取り込み阻害剤：デラムシクラン、ハイパーフォリン、チアガビン
- GABAトランスアミナーゼ阻害剤：バルプロ酸ナトリウム
- GABAアナログ：プレガバリン、ガバペンチン